# Kismarty-Lechner Jenő

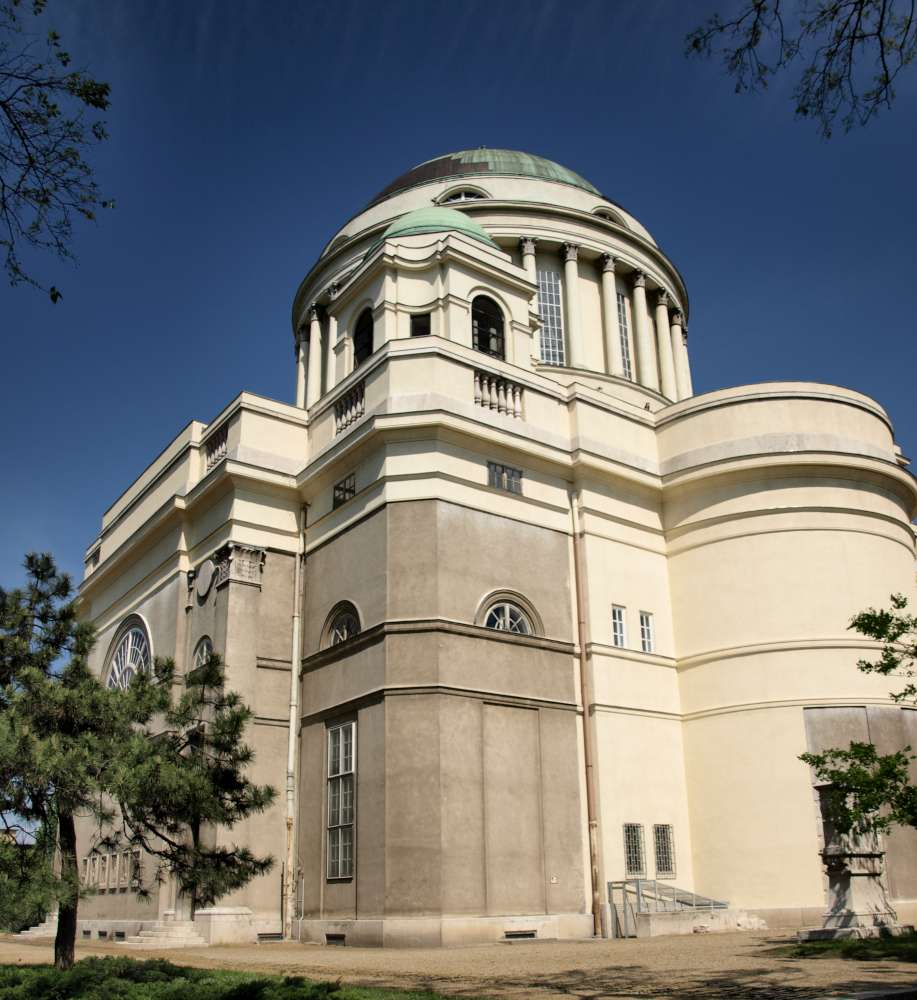
A tisztviselőtelepi Magyarok Nagyasszonya-templom az apszis felől

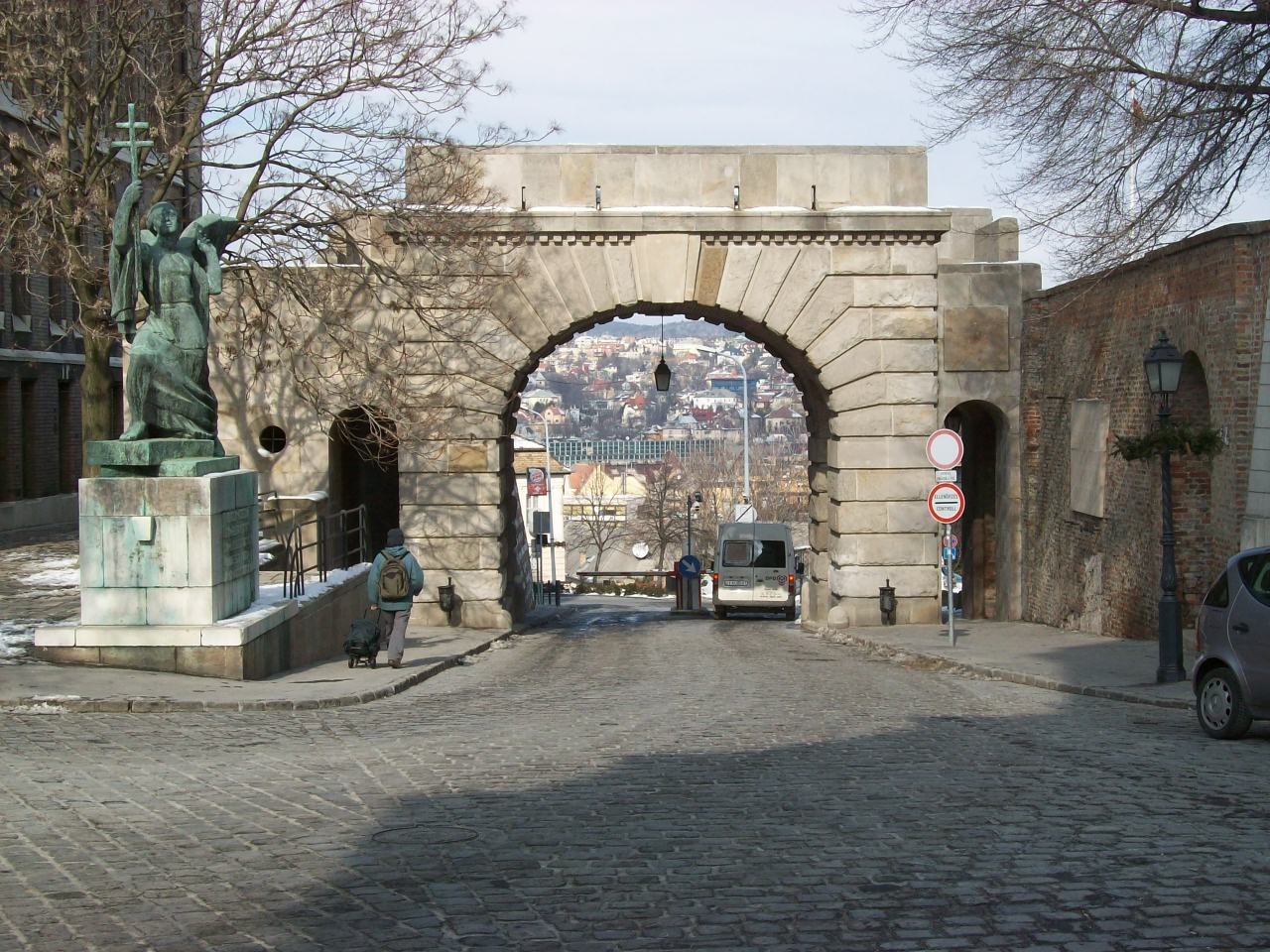
A Bécsi kapu az evangélikus templom felől

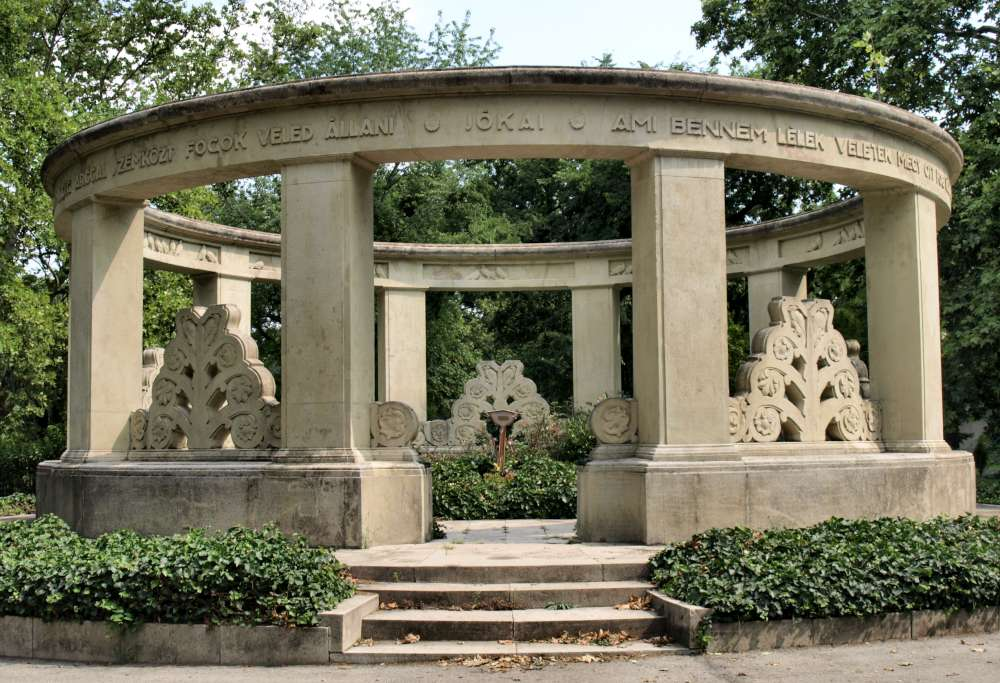
Jókai Mór síremléke. A tervezésnél figyelembe vették Jókai azon kívánságát, hogy sírhantja felett ne legyen kő (Budapest, Fiumei úti sírkert)

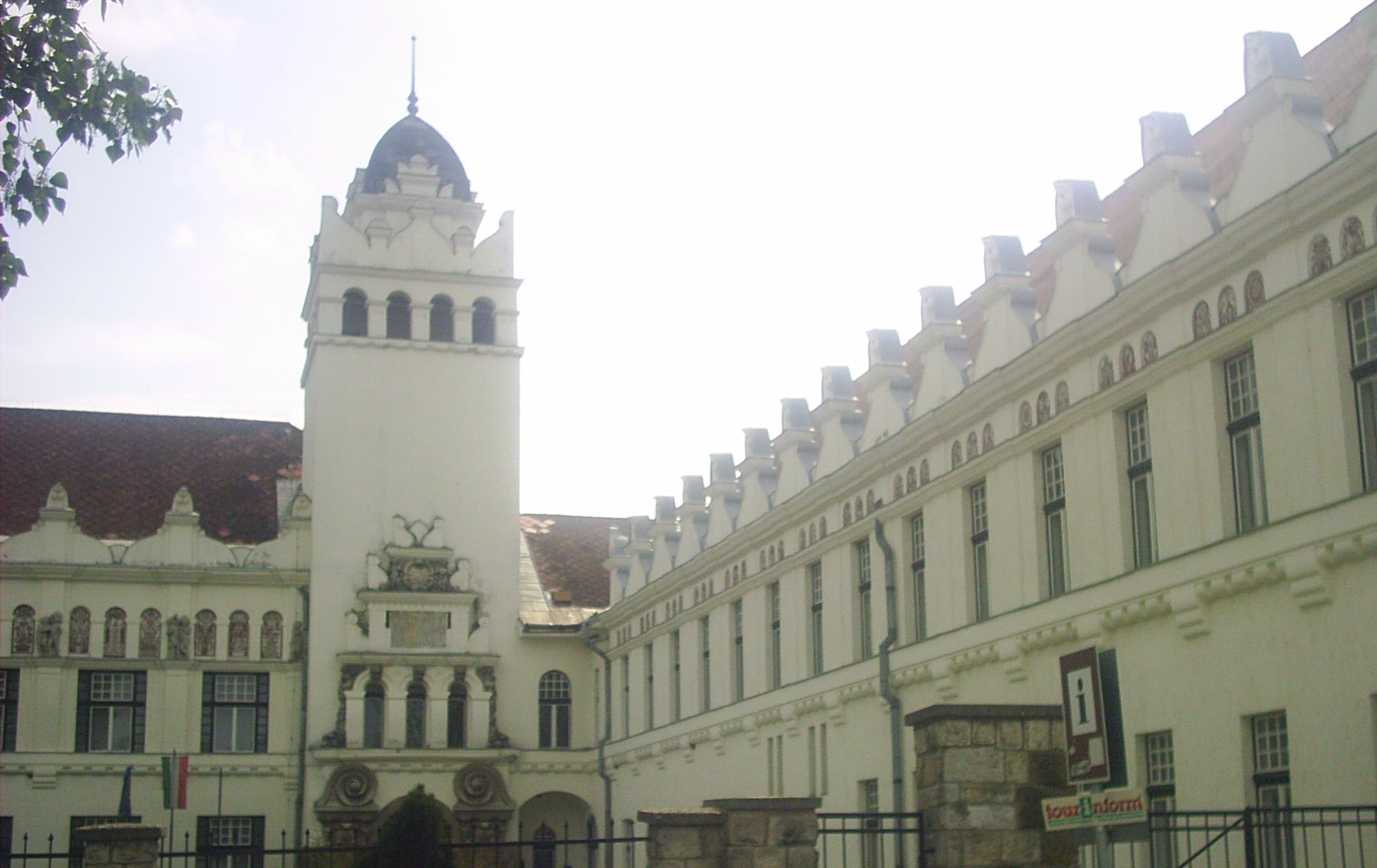
Az Eszterházy Károly Főiskola Comenius Kara Sárospatakon (volt Tanítóképző Főiskola)

Kismarty-Lechner Jenő, születési és 1942-ig használt nevén Lechner Jenő Ferenc Bódog (Budapest, 1878. augusztus 23. – Budapest, 1962. február 26.) magyar építész, építészettörténeti író. Lechner Ödön unokaöccse, Kismarty-Lechner Loránd fivére.

## Életpályája
Lechner Gyula (1841–1917) és Uhink Mária Antónia (1841–1916) fiaként született. Tanulmányait Budapesten végezte. Működését Hauszmann Alajos irodájában kezdte, 1905-ben egyetemi magántanári képesítést szerzett, majd adjunktus a műegyetem építészeti karán; 1915-ben építészdoktori oklevelet szerzett, 1928-tól a Képzőművészeti Főiskola tanára volt. Korai, nemzeti stílusra törekvő munkáinál nagy hatással voltak rá az észak-magyarországi pártázatos reneszánsz műemlékek. (Állami Tanítóképző, Sárospatak).
Később klasszicizáló épületeket tervezett. Úttörő egyházépítészeti munkája a remetekertvárosi Szentlélek Plébániatemplom, az ún. Smaragdtemplom. Több, önálló építészettörténeti kutatáson alapuló művet írt.
Tagja volt a lengyel–magyar kapcsolatok ápolását célul tűző Magyar Mickiewicz Társaságnak. A Társaság megbízása alapján 1933 és 1936 között Pásztor János szobrásszal és Gaál Mihály kőfaragóval együttműködve részt vett a zuglói Báthory-szobor elkészítésében, azonban az általa tervezett talapzat a háború idején eltűnt, a szobor ma e nélkül látható.

## Építészeti munkái

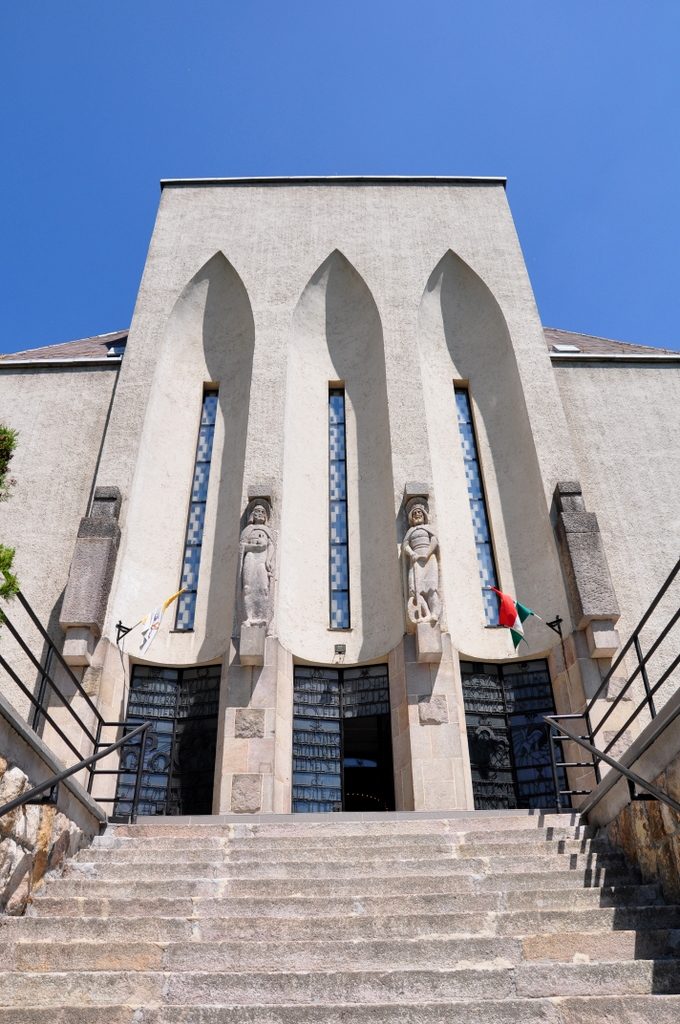
A pesthidegkút-remetekertvárosi Smaragdtemplom

- 1909–1910: elemi iskola, ma Baross Gábor Általános Iskola, 1078 Budapest, Hernád u. 42.[6] – a Bárczy István-féle kislakás- és iskolaépítési program keretében épült
- 1912: A sárospataki Tanítóképző Főiskola épülete
- 1914 k.: elemi iskola, Turzófalva[7] – a Sváb Gyula-féle iskolaépítési program keretében épült
- 1917: pesterzsébeti Állami Elemi Iskola, ma Lázár Vilmos Általános Iskola[6][8]
- 1924–1926: Vakok Intézetének férfiotthona, 1146 Budapest, Hermina út 21.[9]
- 1928: Ereklyés Országzászló (Füredi Richárddal), Szabadság tér (Budapest).
- 1928: Jókai Mór síremléke (Füredi Richárddal), Fiumei úti sírkert.
- 1924–1931: Klasszicizáló stílusban építette a budapesti Magyarok Nagyasszonya-plébániatemplomot – korábbi nevén Rezső téri, 2016 óta: Magyarok Nagyasszonya téri fogadalmi templom)
- 1932: Hősök Mauzóleuma, Debrecen, Honvédtemető utca (Szontágh Pállal közös munka)[10]
- 1934: Nemzeti vértanúk emlékműve 1918–1919, (Szobrász: Füredi Richárd)[11][12][13]
- 1935–1936: Budapesti Ferences Mária Missziós nővérek temploma, 1146 Budapest, Hermina út 19.[14]
- 1936: tervei alapján újjáépítették a budavári Bécsi kaput.
- 1937–1942: A remetekertvárosi Szentlélek-plébániatemplom, „a modern egyházépítészet diadala”
- 1941: Albertfalvai Szent Mihály templom, 1116 Budapest, Bükköny u. 3.[15]
- ?: az egykori Medgyaszay Színház épülete.

Tervben maradt:
- 1923: Néprajzi Múzeum, Budapest[16]
- 1928-ban a Maglódi úti szeretetházra beadott terve.[17]

### Restaurációs munkái
Restaurálta a Magyar Nemzeti Múzeum épületét, a várbeli egykori Helytartótanács copf stílusú dísztermét.

## Főbb írásai
- Építési enciklopédia. 1-4. köt.; Stampfel, Pozsony–Budapest, 1903 (Tudományos Zsebkönyvtár-sorozat)
- Tanulmányok a lengyelországi és felső-magyarországi renaissance építéséről, Budapest, 1913
- A pártázatos reneszánsz építés Magyarország határai körül; Pátria Ny., Budapest, 1915
- Szemelvények a reneszánsz építés Magyarországon és határai körül című művészettörténeti tanulmányból; szerzői, Budapest, 1915
- Képek Buda és Pest fejlődésének történetéből, Budapest, 1918
- Az ókori építés története; Németh, Budapest, 1919
- A műemlékvédelem Magyarországon és jövő feladatai; Németh, Budapest, 1921
- Az ókori építés története. Néhai Nagy Virgil műegyetemi tanár előadásainak vezérfonala; 2. bővített kiadás; Németh, Budapest, 1922
- A régi Pest és Buda, Budapest, 1922
- Budapest műemlékei, Budapest, 1924
- A Magyar Nemzeti Múzeum épülete 1836–1926, Budapest, 1927
- Lechner Jenő. Abbildungen seiner Werke; Meister der Baukunst, Genf, 1930
- Budapest városrendezési feladatairól; Stádium Ny., Budapest, 1938
- A katolikus templomépítés liturgiai követelményei; Egyetemi Ny., Budapest, 1942 (A Mérnöki Továbbképző Intézet kiadványai)
- Architects Olgyay et Olgyay; szerk. Kismarty Lechner Jenő, Móricz Miklós; Budai, Budapest, 1946 (Művek, művészek. Arts and artists in Hungary)
- Az építőművészet kis tükre, Budapest, 1940
- Építőművészetünk a XIX. sz. második felében, Budapest, 1945
- Családi lakóház (Family House); szerk. Gádoros Lajos, ifj. Kismarty-Lechner Jenő, Perényi Imre; Épitéstudományi Központ, Budapest, 1948
- Lechner Ödön, Budapest, 1961
- Az elszakításra ítélt Magyarország; Trianon Múzeum, Várpalota, 2020

## Díjai, elismerései
- Corvin-koszorú (1930)